# Today (album Perry’ego Como)
Today – dwudziesty dziewiąty długogrający album studyjny Perry’ego Como wydany w 1987 roku przez wytwórnię muzyczną RCA Victor. Był jego ostatnim albumem studyjnym w ciągu 55-letniej kariery muzycznej. Ten album jest również znaczący, ponieważ był pierwszym i jedynym albumem w karierze Como, który został wydany jednocześnie w formacie winylowym LP i płyty kompaktowej.
Piosenka „Wind Beneath My Wings” została nagrana na album w 1987 roku, dwa lata wcześniej, zanim stała się hitem wykonanym przez Bette Midler. Como również zaśpiewał tę piosenkę 5 lat wcześniej jako hołd dla swojego idola, Binga Crosby’ego.

## Lista utworów

### Strona pierwsza
1. „Making Love To You”
2. „Sing Along With Me”
3. „Tonight I Celebrate My Love For You”
4. „Butterfly”
5. „Bless the Beasts and the Children”
6. „That's What Friends Are For”

### Strona druga
1. „The Wind Beneath My Wings”
2. „I'm Dreaming of Hawaii”
3. „You're Nearer”
4. „My Heart Stood Still”
5. „Do You Remember Me”
6. „The Best of Times”